# Монгутлоръёган
Монгутлоръёган (устар. Монгут-Лор-Юган) — река в Белоярском районе Ханты-Мансийского автономного округа. Устье реки находится в 27 км по правому берегу реки Вортъёган. Длина реки составляет 44 км.
В 16 км от устья, по левому берегу реки впадает река Сесынгъёган.

## Данные водного реестра
По данным государственного водного реестра России относится к Нижнеобскому бассейновому округу, водохозяйственный участок реки — Обь от впадения реки Северная Сосьва до города Салехард, речной подбассейн реки — бассейны притоков Оби ниже впадения Северной Сосьвы. Речной бассейн реки — (Нижняя) Обь от впадения Иртыша.